# ميليند سومان
ميليند سومان (بالمراثية: मिलिंद सोमण)‏ هو عارض وممثل هندي، ولد في 4 نوفمبر 1965 بغلاسكو في المملكة المتحدة. بدأ مشواره المهني سنة 1988.

## أعمال

### أفلام
- (2007) آرن- فارس المعبد[5]
- (2015) باجيراو ماستاني

## وصلات خارجية
- ميليند سومان على موقع IMDb (الإنجليزية)
- ميليند سومان على موقع ألو سيني (الفرنسية)
- ميليند سومان على موقع ميوزك برينز (الإنجليزية)
- ميليند سومان على موقع أول موفي (الإنجليزية)
- ميليند سومان على موقع قاعدة بيانات الأفلام السويدية (السويدية)
- ميليند سومان على موقع قاعدة بيانات الفيلم (الإنجليزية)
- ميليند سومان على موقع كينوبويسك (الروسية)